# Anomala dimidiata
Anomala dimidiata es una especie de escarabajo del género Anomala, familia Scarabaeidae. Fue descrita científicamente por Hope en 1831.
Esta especie se encuentra en varios países del continente asiático. Es una plaga de los mijos.